# Erling Bloch
Erling Bloch (født 12. juni 1904 i København, død 22. oktober 1992) var en dansk violinist. Som 19-årig, blev han medlem af Det Kongelige Kapel, og i 1946 blev han ansat ved Det Kongelige Danske Musikkonservatorium, fra 1949 til 1974 som professor. Han var leder af Erling-Bloch-Kvartetten fra 1933 til kvatetens opløsning i 1967.

## Ekstern henvisning
- Den Store Danske - Erling Bloch Arkiveret 8. september 2014 hos  Wayback Machine